# Osiedle Wygoda, Białystok
Wygoda là một trong những quận của thành phố Białystok ở Ba Lan.